# Cyberpunk 2077
Cyberpunk 2077 ist ein Action-Rollenspiel des polnischen Entwicklers CD Projekt Red und Publishers CD Projekt. Es erschien am 10. Dezember 2020 für PlayStation 4, Xbox One, GeForce Now, Google Stadia und Windows. Am 15. Februar 2022 folgten Versionen für PlayStation 5 und Xbox Series.
Cyberpunk erschien ebenfalls als Launch-Titel für die Nintendo Switch 2 am 5. Juni 2025.
Angelehnt an das Pen-&-Paper-Rollenspiel Cyberpunk 2020 spielt es 57 Jahre später in der fiktiven Stadt Night City in Kalifornien, einer dystopischen Cyberpunk-Welt mit sechs verschiedenen Regionen, in der die meisten Menschen Cyborgs sind. Gespielt wird in Egoperspektive und der Spieler schlüpft in die Rolle des Söldners V, der Fähigkeiten im Hacken und im Umgang mit Maschinen hat, sich eines Arsenals von Schusswaffen bedienen kann und über ein breites Spektrum an Nahkampffähigkeiten verfügt.
Cyberpunk 2077 wurde auf der technischen Basis der hauseigenen REDengine 4 entwickelt. 530 Mitarbeiter von CD Projekt Red waren hauptverantwortlich für die Entwicklung von Cyberpunk 2077. Es übersteigt somit die Anzahl derer, die in der Entwicklung bei The Witcher 3: Wild Hunt (2015), dem bisher letzten Spiel des Entwicklerstudios, beteiligt waren. Um die Produktion zu unterstützen, gründete CD Projekt eine neue Abteilung im polnischen Breslau und arbeitete mit DigitalScapes, Nvidia und QLOC zusammen. Mike Pondsmith, Spieleautor und Schöpfer der Cyberpunk-Vorlage, war als Berater an der Entwicklung beteiligt. Der Schauspieler Keanu Reeves spielt eine der Hauptrollen. Der Soundtrack enthält Musik von Marcin Przybyłowicz und mehreren lizenzierten Künstlern. Es wurden und werden verschiedene Adaptionen produziert, darunter der Web-Anime Cyberpunk: Edgerunners sowie eine Comic-Serie und ein Kartenspiel. Insgesamt waren über 5200 Personen direkt oder indirekt an der Entwicklung von Cyberpunk 2077 beteiligt.
Während die PC-Version sehr gute Rezensionen erhielt, wurden die Erstfassungen für PlayStation 4 und Xbox One aufgrund gravierender technischer Mängel kritisiert. Von Sony wurde das Spiel aufgrund dieser Defizite am 17. Dezember 2020 sogar aus dem PlayStation Store entfernt. Am 21. Juni 2021 kehrte das Spiel zurück, jedoch zu der Zeit mit einem Hinweis, dass es auf der PS4 zu Performanceproblemen kommen kann und die PS4 Pro oder PS5 zum Spielen empfohlen werden. Durch intensive Produktpflege in Form von Patches in den Jahren nach der Veröffentlichung entwickelte sich die Qualität des Rollenspiels insgesamt deutlich zum Positiven, auch für die Konsolen, was sich in den Bewertungen widerspiegelte.
Bis Oktober 2023 wurden über 25 Millionen Einheiten verkauft.
Im Oktober 2022 kündigte CD Projekt RED einen Nachfolger unter dem Codenamen „Orion“ an.

## Spielprinzip
Der Spieler kontrolliert in Cyberpunk 2077 den Söldner V (Kurzform für Valerie bzw. Vincent). Geschlecht, Frisuren, Gesicht, Körpertyp, Modifikationen und Kleidung können angepasst werden. Die Charaktereigenschaften (Konstitution, Intelligenz, Reflex, Technik und Cool) sind für die Charakterklassen ebenfalls anpassbar. Dabei kann man zu Beginn der Charaktererstellung auch die Vorgeschichte des eigenen Charakters wählen. Zur Auswahl stehen Streetkid, Corpo und Nomad. V muss einen Ripper Doc konsultieren, um Cyberware-Implantate auf Kosten von Eurodollar zu aktualisieren und zu kaufen; „Moreso“ in Schwarzmärkten für militärische Fähigkeiten. Farben zeigen wie üblich in Rollenspielen die Seltenheit von Ausrüstungsgegenständen an, von gewöhnlich (grau), über ungewöhnlich (grün) und episch (violett) bis legendär (orange). V soll sich sehr vielseitig bewegen: normal auf dem Boden, aber auch in Deckung gehen und zielen. Außerdem kann er springen, einen Doppelsprung ausführen und am Boden entlang gleiten. Es gibt drei Arten von Fernkampfwaffen: Power (Standard), Tech (welche Wände und Feinde durchdringen können) und Smart (mit selbst zielsuchenden Geschossen). Diese können angepasst und modifiziert werden. Fernkampfwaffen sind so ausgerüstet, dass sie die Geschosse in Richtung des Ziels abprallen lassen (Abprallschuss). Mit einem Reflexverstärker lässt sich im Kampf die Zeit verlangsamen (Bullet Time). Vier Arten von Schäden können zugefügt werden: Physischer, thermischer, elektromagnetischer Impuls und chemischer (dabei werden Gegner durch Scannen mit einem bionischen Auge identifiziert). Außerdem stehen dem Spieler Nahkampfwaffen zur Verfügung wie Stumpfwaffen, Stichwaffen und Katanas. Zudem kann der Spieler Sicherheitssysteme und die Cyberwear der Gegner hacken und sie so lautlos eliminieren.
V kann sich frei in der offenen Weltmetropole Night City bewegen. Diese besteht aus sieben Regionen: dem Corporate Center, dem von Einwanderern bewohnten Watson, dem luxuriösen Westbrook, dem Vorort Heywood, dem von Gangs befallenen Pacifica, dem industriellen Santo Domingo und dem Außenbezirk Badlands. Dabei ist er zu Fuß und mit verschiedenen Fahrzeugen unterwegs, einschließlich Motorrädern. Die Fahrzeuge lassen sich dabei sowohl aus der First-Person als auch in der Third-Person steuern. Autonome Autos ermöglichen es V, sich auf den Kampf zu konzentrieren, anstatt beim Schießen zu fahren. Fußgänger können überfahren werden. Der Tag-Nacht-Zyklus und das dynamische Wetter beeinflussen das Verhalten der Nicht-Spieler-Charaktere. Das Spiel verfügt über nicht-englischsprachige Charaktere, viele kann der Spieler jedoch trotzdem verstehen, denn ihre Aussagen werden von einem Computerchip übersetzt. „Braindance“, ein digitales Aufnahmegerät, das direkt ins Gehirn gestreamt wird, lässt den Spielercharakter die Emotionen, Hirnprozesse und Muskelbewegungen eines anderen Menschen so erleben, als wären sie seine eigenen. Im Dialog mit Nicht-Spieler-Charakteren gibt es verschiedene Auswahlmöglichkeiten, dadurch werden auch Missionen eingeleitet. Erfahrungspunkte werden aus den Hauptmissionen gewonnen, während Nebenmissionen Street Credibility bringen und Fertigkeiten, Verkäufer, Orte und zusätzliche Missionen freischalten. Missionen werden von Charakteren erworben, die als Fixer bekannt sind. Während des gesamten Spiels wird V von verschiedenen Begleitern bei Missionen unterstützt. Verbrauchsmaterialien wie Softdrinks werden zur Heilung verwendet. Gegenstände können im Inventar von V eingesehen werden. Minispiele umfassen Hacking, Boxen, Autorennen, Kampfkunst und Schießstände. „Game-over“-Nachrichten werden nur zum Zeitpunkt des Todes angezeigt. Wenn eine Quest fehlschlägt, geht das Spiel trotzdem weiter. Spielerentscheidungen führen zu unterschiedlichen Enden.

## Handlung
Das Spiel gliedert sich in einen Prolog und drei Akte. Im Prolog wird kurz der Hintergrund des Charakters V und seine Freundschaft zu seinem Freund und Geschäftspartner Jackie Welles erzählt. Es folgt der erste Akt, in welchem V und Jackie einen Auftrag vom bekannten Fixer Dexter DeShawn vermittelt bekommen: Sie sollen für die Prostituierte Evelyn Parker einen Bio-Chip aus dem Penthouse des Firmenerben Yorinobu Arasaka stehlen. Nachdem sie den Chip aus dem Tresor geholt haben, müssen sie aus einem Versteck dabei zusehen, wie Yorinobu seinen Vater Saburo Arasaka erwürgt. Yorinobu löst nach dem Mord an seinem Vater einen Alarm aus, sodass V und Jackie nur mit Waffengewalt das Gebäude verlassen können. Im Fluchtwagen stirbt Jackie und V muss, da die Kühlung des Bio-Chips ausgefallen ist, den Chip in seinem Chipanschluss am Kopf einführen, um ihn funktionsbereit zu halten. Beim anschließenden Treffen mit DeShawn wird V von dessen Handlanger erschossen.
Am Beginn des zweiten Aktes erwacht V auf einer Müllkippe, der Bio-Chip rettet sein Leben; er wurde geschaffen, um den digitalisierten Charakter eines toten Menschen (Konstrukt genannt) in einen anderen Menschen zu übertragen. In Vs Bio-Chip ist das Konstrukt des Musikers Johnny Silverhand gespeichert, der 2023 bei einem Anschlag auf das Arasaka-Hauptquartier in Night City verschwand. V lernt Saburos ehemaligen Leibwächter Goro Takemura kennen, der den wahren Mörder Saborus zur Rechenschaft ziehen will. Außerdem muss V versuchen, mehr über den Bio-Chip herauszufinden, denn der Chip wurde durch Vs Tod gestartet und begann damit seinen destruktiven Prozess. In den folgenden Missionen erkundet V die Stadt, um diese beiden Ziele zu erfüllen.
Der dritte Akt besteht aus der letzten Mission, je nach den Entscheidungen des Spielers versucht V nun mit oder ohne Unterstützung von Johnny, in Mikoshi (eine Schnittstelle zum Intranet Arasakas) den Chip von seinem eigenen Verstand zu entfernen. Doch der Prozess ist schon zu weit fortgeschritten und der Spieler steht nun vor der Wahl, ob er sich selbst in Mikoshi hochlädt, Johnny aus seinem Verstand entfernt und binnen eines halben Jahres stirbt oder Johnny seinen Körper überlässt.

### Cyberpunk 2077: Phantom Liberty
Am 6. September 2022 veröffentlichte CDPR einen Teaser für die Spielerweiterung Cyberpunk 2077: Phantom Liberty, welche 2023 erschienen ist. Es soll die einzige Erweiterung für das Spiel bleiben. Am 16. November 2022 wurde bekannt, dass die Spielerweiterung kostenpflichtig sein wird. Am 9. Dezember 2022 wurde während den The Game Awards der offizielle Trailer veröffentlicht, welcher Idris Elba als Teil des Casts präsentierte.

## Umgebung
Night City ist eine US-amerikanische Megastadt im Freistaat Nordkalifornien, die von Unternehmen kontrolliert und von den Gesetzen des Landes und des Staates nicht berührt wird. Innerhalb der Stadt sind Konflikte wie zügellose Bandenkriege um die Vorherrschaft an der Tagesordnung. Night City ist im Alltag in Bezug auf Abfallentsorgung, Wartung oder öffentliche Verkehrsmittel auf den Einsatz von Robotik angewiesen. Die visuelle Identität der Stadt leitet sich aus den vier Epochen ab, die sie durchlaufen hat – strenger Entropismus, farbenfroher Kitsch, imposanter Neo-Militarismus und opulenter Neo-Kitsch. Das Internet wird von Unternehmen und der Armee verwaltet und kontrolliert, viele Einwohner sind obdachlos. Kybernetische Veränderungen, die auch für die Armen möglich sind, führen zu kosmetischer Abhängigkeit und daraus resultierender Gewalt. Eine Spezialeinheit der Polizei, Psycho Squad genannt, kümmert sich um die besonders schweren Fälle der Cyberpsychose, einer psychischen Beeinträchtigung in Folge von übermäßigen kybernetischen Anpassungen. Aufgrund der allgegenwärtigen Gefahr für Leib und Leben dürfen alle Bürger offen Schusswaffen in der Öffentlichkeit tragen.

## Entwicklung
Die Vorproduktion von Cyberpunk 2077 startete kurz nachdem die Entwickler von CD Projekt RED die Entwicklung von The Witcher 3: Wild Hunt – Blood and Wine fertig gestellt hatten. Dieses erste Team umfasste etwa fünfzig Mitarbeiter. Dieses vergrößerte sich später, so dass sogar mehr Mitarbeiter als an der Entwicklung von The Witcher 3: Wild Hunt beschäftigt sind. Nach dessen Veröffentlichung begannen die Entwickler mit der Verbesserung der hauseigenen RED Engine 3, um Cyberpunk 2077 herauszubringen. CD Projekt RED wurde von der polnischen Regierung mit 7 Millionen US-Dollar gefördert, deren Förderantrag den Einsatz der REDengine 4 bestätigte.
Im Juni 2017 wurden Daten mit frühen Designentwürfen gestohlen und gedroht sie zu veröffentlichen, doch der Entwickler weigerte sich, der Lösegeldforderung nachzukommen. Die Entwicklung von Cyberpunk 2077 erreichte Berichten zufolge Ende 2017 einen Meilenstein. Im März 2018 wurde ein neues Studio in Breslau eröffnet, um die enorme Produktion zu unterstützen. Schätzungsweise 400 Mitarbeiter waren zu dieser Zeit mit der Entwicklung beschäftigt.
Ursprünglich sollte Cyberpunk 2077 inklusive Mehrspieler-Modus erscheinen, welcher jedoch verworfen wurde, um den Einzelspieler-Modus zu priorisieren. Die First-Person-Perspektive wurde gewählt, um im Gegensatz zur Third-Person-Perspektive den Spieler mehr in das Spiel eintauchen zu lassen, da der Entwickler laut eigener Aussage sehr viel Liebe zum Detail in die Open World gesteckt hat. Zu diesem Zweck wurden Zwischensequenzen und Gameplay so gestaltet, dass sie sich nahtlos ineinander fügen. Die Spielwelt wird mittels vertikalem Streaming geladen, einer Rendering-Technik, die Objekte ober- und unterhalb des Blickfelds des Spielers ausblendet und nur die Elemente rendert, die auf dem Bildschirm erscheinen, um Grafikspeicher einzusparen. Die PC-, PlayStation-5- und Xbox-Series-X-Versionen des Spiels unterstützen optional Raytracing und die PC-Version seit einem 2023 veröffentlichten Update auch Path Tracing.
Cyberpunk 2077 wird volle Nacktheit zeigen, von der der Regisseur Adam Badowski sagte, dass sie das Thema des Transhumanismus aufgreift. “the body is no longer sacrum; it's profanum” (deutsch: „der Körper ist nicht mehr heilig, er ist profan“). In der japanischen Version des Spiels sind Gewaltdarstellung und Nacktheit teilweise zensiert.
Die Missions-Designer, die die Entwicklung ihrer eigenen Ideen überwachen, haben beschlossen, das Missionssystem so zu gestalten, dass die Spieler die Reihenfolge der Missionen selbst bestimmen können. Mike Pondsmith, der das ursprüngliche Pen-&-Paper-Rollenspiel Cyberpunk 2020 entwickelt hat, berät das Projekt. Marcin Przybyłowicz wurde ausgewählt, die Musik zu schreiben, nachdem er den Soundtrack für The Witcher 3: Wild Hunt geschrieben hat. Laut der New York Times gab es im Jahr 2019 Gerüchte in Kreisen polnischer Computerspielentwickler, dass die Entwicklung von Cyberpunk 2077 weit hinter dem Zeitplan liege.
Im Laufe der Entwicklung des Spiels wurden mehrere zuvor angekündigte Features wieder gestrichen. Dazu gehören z. B. die Möglichkeit, Fahrzeuge zu individualisieren, die Möglichkeit, verschiedene Wohnungen zu kaufen, der Roboter „Flathead“ als ständiger Begleiter der Spielfigur und das sogenannte „wall running“ (die Fähigkeit der Spielfigur, an Wänden entlang zu laufen). Im April 2020 wurde bestätigt, dass die Entwicklung bis auf die Synchronisation abgeschlossen ist. Aufgrund der COVID-19-Pandemie sei es denkbar, dass zum Verkaufsstart ein Patch erscheine, sollte die Synchronisation erst kurz vor der Veröffentlichung des Spiels abgeschlossen sein.
Am 5. Oktober 2020 wurde der Goldstatus bzw. die Entwicklung des Spiels als abgeschlossen verkündet.
Dem Geschäftsbericht für das Jahr 2020 ist zu entnehmen, dass das tatsächliche Budget (Produktion plus Marketing) für Cyberpunk 2077 insgesamt ca. 1,2 Milliarden polnische Złoty betrug (ca. 263 Millionen Euro). Bestätigt wurde, dass Cyberpunk 2077 das teuerste Spiel des Unternehmens geworden ist.
Die Entwicklung von Veröffentlichung bis Oktober 2023 (Patches, Versionen für PS5 und Xbox Series X, Produktion und Marketing des Add-ons Phantom Liberty) kostete CD Projekt bis zu 121 Millionen Euro.

## Synchronisation
Die deutsche Synchronisation entstand bei der GlobaLoc GmbH in Berlin unter der Dialogregie von David Riedel, Philip Süß und Birte Baumgardt. Die Arbeiten dauerten rund ein Jahr lang. Die Lippenbewegungen werden wie schon zuvor von CDPR mithilfe einer Software an jede der 10 unterstützten Sprachen angepasst. Hierbei wurde erstmals JALI verwendet, um auch jeder kleinen Figur die entsprechenden Muskelbewegungen in jeder Sprache zu geben.
| Charakter            | Englische Sprecher     | Deutsche Sprecher     |
| -------------------- | ---------------------- | --------------------- |
| V (weibliche Stimme) | Cherami Leigh          | Flavia Vinzens        |
| V (männliche Stimme) | Gavin Drea             | Björn Schalla         |
| Johnny Silverhand    | Keanu Reeves           | Benjamin Völz         |
| Jackie Welles        | Jason Hightower        | Carlos Lobo           |
| Dexter DeShawn       | Michael-Leon Wooley    | Tilo Schmitz          |
| Evelyn Parker        | Kinga Suchan           | Magdalena Turba       |
| Judy Alvarez         | Carla Tassara          | Kristina Tietz        |
| Panam Palmer         | Emily Woo Zeller       | Giovanna Winterfeldt  |
| Saul Bright          | Diarmaid Murtagh       | Torsten Michaelis     |
| Viktor Vektor        | Michael Gregory        | Mario Hassert         |
| Misty Olszewski      | Erica Lindbeck         | Lina Rabea Mohr       |
| Yorinobu Arasaka     | Hideo Kimura           | Yusuke Yamazaki       |
| Hanako Arasaka       | Alpha Takahashi        | Alexandra Yoko Hagino |
| Goro Takemura        | Rome Kanda             | Tōru Tanabe           |
| Rogue Amendiares     | Jane Perry             | Martina Treger        |
| Anders Hellman       | Alec Newman            | Jaron Löwenberg       |
| Delamain             | Samuel Barnett         | Peter Flechtner       |
| Kerry Eurodyne       | Matthew Yang King      | Charles Rettinghaus   |
| River Ward           | Robbie Daymond         | Johannes Berenz       |
| Placide              | Lovensky Jean-Baptiste | Jan-David Rönfeldt    |
| Maman Brigitte       |                        | Dela Dabulamanzi      |
| Lizzy Wizzy          | Grimes                 | Jenny Maria Meyer     |
| Maiko Maeda          |                        | Birte Baumgardt       |
| Cassius Ryder        |                        | Harald Effenberg      |
| Gottfrid             |                        | Gronkh                |
| Fredrik              |                        | HandOfBlood           |
| u. a. Joss, Mox      | Tonantzin Carmelo      | Lara Loft             |
| Brendan              | Bryan Dechart          | Nico Sablik           |
| Theo                 | Amelia Rose Blaire     | Anni the Duck         |
| Skippy               |                        | Santiago Ziesmer      |
| T-Bug                |                        | Ann Vielhaben         |
| Cassidy Righter      |                        | Jan Spitzer           |

## Veröffentlichung und Vermarktung
Cyberpunk 2077 wurde im Mai 2012 angekündigt. Im Januar 2013 folgte ein Teaser-Trailer, welcher in der ersten Woche zwölf Millionen Aufrufe erreichte. Im selben Jahr noch wurde das Spiel für Windows bestätigt, und für PlayStation 4 und Xbox One auf der E3 2018, wo ein zweiter Trailer und eine medienexklusive Gameplay-Demo enthüllt wurde. Im August 2018, anlässlich der Gamescom 2018 in Köln, gab das Studio bekannt, dass Cyberpunk 2077 in seiner Gesamtheit spielbar ist, obwohl viele Elemente noch zu realisieren, zu modifizieren oder zu finalisieren sind. Am 27. August 2018 veröffentlichte das Entwicklerstudio über den hauseigenen Twitch-Kanal eine 48-minütige Gameplay-Demo, die bereits den Medienvertretern auf der Gamescom und E3 gezeigt wurde. Am 9. Juni 2019 wurde das Veröffentlichungsdatum bei der E3-Präsentation von Microsoft mit dem 16. April 2020 angegeben. Dabei wurde ebenfalls bekanntgegeben, dass Keanu Reeves eine wichtige Rolle innerhalb des Spiels einnimmt und auch dafür wirbt. Am 16. Januar 2020 wurde das Erscheinungsdatum zunächst auf den 17. September 2020 verschoben, am 18. Juni folgte eine erneute Verschiebung auf den 19. November 2020. Das Spiel hat seitens der USK keine Jugendfreigabe erhalten und ist in Deutschland ungeschnitten erschienen. Im Rahmen der NBA Finals 2020 wurde erstmals ein TV-Spot mit Hollywood-Schauspieler Keanu Reeves gezeigt, welcher kurz darauf in Videoform auf dem offiziellen YouTube-Kanal von Cyberpunk 2077 unter dem Titel „Cyberpunk 2077 – Nutze den Tag“ veröffentlicht wurde. Einige Wochen vor der geplanten Veröffentlichung im November 2020 folgte eine dritte Verschiebung um 21 Tage, das Spiel erschien nun am 10. Dezember 2020. Nach der Verschiebung erhielten die Entwickler eigenen Aussage zufolge Morddrohungen.
Eine Woche nach dem Release entfernte Sony das Spiel am 17. Dezember 2020 wegen „technischer Mängel“ wieder aus dem PlayStation Store. Damit gab es auf der PlayStation vorübergehend keine Möglichkeit, das Spiel digital zu erwerben. Der Spiegel bewertete die Entfernung aus dem Store als „Debakel“ und „Tiefpunkt eines desolaten Spiele-Launches“, tagesschau.de sprach von einem gewaltigen Rückschlag für den Entwickler, und Der Standard nannte die Veröffentlichung ein „Image-schädigendes Desaster für das Unternehmen“. In der Online-Ausgabe der New York Times wurde der Auslieferungsbeginn des Spiels als sichtbarste Katastrophe in der Videospielgeschichte bezeichnet.
Nach der Veröffentlichung des Spiels und im Zuge der negativen Berichterstattung sank der Wert einer Aktie von CD Projekt Red innerhalb weniger Tage um über 41 %.
Im Januar 2021 entschuldigte sich Marcin Iwiński, der Mitgründer und Co-CEO von CD Projekt, für den katastrophalen Auslieferungsbeginn des Spiels.

## Täuschung und Crunch
In der Online-Ausgabe der New York Times wurden Berichte von ehemaligen Mitarbeitern von CD Projekt auf der Plattform Glassdoor zitiert, die von „Chaos hinter den Kulissen“ („chaos behind the scenes“) berichten:

“Office rumors spreading on Discord servers, misleading deadlines set by managers, infighting among the company’s top brass, and incompetence and poor planning leading to unnecessary “crunch,” a term for overworking employees to produce games under a tight deadline. Longtime engineering staff left the company as a result of overwork. “The owners treat the company as a machine to earn money, and do not see employees as people but more like data in the table,” one former employee wrote on the site.”

„Bürogerüchte, die sich auf Discord-Servern verbreiten, irreführende von Managern gesetzte Fristen, Streitigkeiten unter den Führungskräften des Unternehmens sowie Inkompetenz und schlechte Planung, die zu unnötigem ‚Crunch‘ führen, ein Begriff für die Überlastung von Mitarbeitern, Spiele unter starkem Zeitdruck zu produzieren. Langjährige Mitarbeiter verließen die Firma als Folge der Überlastung. ‚Die Eigentümer behandeln die Firma als eine Maschine zum Geldverdienen und sehen die Mitarbeiter nicht als Menschen, sondern eher als Daten in der Tabelle‘, schrieb ein ehemaliger Mitarbeiter auf der Seite.“

Der Nachrichtendienst Bloomberg berichtete, dass Adrian Jakubiak, ein früherer Angestellter von CD Projekt Red, bis zu 13 Stunden Crunch an fünf Tagen in der Woche durchleben musste.
Laut Bloomberg entsprach die Demo des Spiels, die 2018 auf der Messe E3 gezeigt wurde, nicht dem aktuellen Entwicklungsstand. Laut dem Artikel hatte CD Projekt den zugrunde liegenden Spielablauf noch nicht fertig gestellt.
Das Spiel erschien insbesondere für PlayStation 4 und Xbox One in einem kaum spielbaren Zustand. Im Vorfeld hatte der CEO von CD Projekt noch angegeben, dass das Spiel „überraschend gut“ auf Konsolen laufen würde.

## Rezeption

### Rezensionen
Die PC-Fassung erhielt gute Bewertungen, während die Wertungen für die PlayStation-4- und Xbox-One-Version im Schnitt erheblich niedriger ausfielen. Diverse Magazine berichteten übereinstimmend von erheblichen technischen Mängeln des Spiels auf PlayStation 4 und Xbox One.  Die Zeitung Welt schrieb, die technischen Probleme auf älteren Konsolen wären vor der Veröffentlichung „systematisch verschwiegen“ worden und die Fachpresse mit „rigorosen Unterlassungserklärungen“ dazu verpflichtet worden, keine Videomitschnitte von Konsolen zu veröffentlichen.
Das deutschsprachige Computerspielemagazin PC Games spricht von einem Rollenspiel der Extraklasse und vergibt trotz kleiner Macken die Höchstwertung.

„Ich bin begeistert und kann den Ausflug nach Night City nur jedem empfehlen.“

GameStar kritisiert das Loot- und Craftingsystem und sieht Schwächen im Balancing. Dagegen wird vor allem die gelungene Open World hervorgehoben und es werden Bestnoten bei Präsentation, Story und Umfang vergeben. Einen Tag nach Release gibt das Magazin dem Spiel allerdings eine Abwertung von 91 auf 88 Punkte, da trotz Day-One-Patch immer noch zahlreiche Bug-Probleme vorhanden seien.

„Cyberpunk 2077 ist eines der besten Open-World-Spiele aller Zeiten, das Gameplay-Macken mit einer fantastischen Geschichte aufwiegt.“

Laut USgamer stehen die wenigen Tugenden des Spiels im starken Gegensatz zu der überwältigenden Anzahl von Fehlern. Das Quest-Design wird als zum größten Teil unausgereift bezeichnet. Die Handlung wird als unstimmig und in kultureller Hinsicht mitunter gravierend unsensibel beschrieben.

“Playing Cyberpunk 2077 is like suffering a death of a thousand cuts. If the bugs don't get you, the bad quest design, the insensitive writing, or a million other small problems will. All told, Night City might not be worth the visit.”

„Cyberpunk 2077 spielen ist wie durch tausend Schnitte sterben. Wenn dich die Bugs nicht erwischen, werden dies das schlechte Quest-Design, die unsensible Handlung oder eine Million andere kleine Probleme schaffen. Alles in allem dürfte Night City den Besuch nicht wert sein.“

In der Online-Ausgabe des britischen The Guardian wird bemängelt, dass das Spiel kein vielseitiges Betätigungsfeld wie Los Santos in Grand Theft Auto V bietet, sondern dass man das Spiel spielt, um Missionen und Nebenmissionen zu erfüllen.

“Does Cyberpunk 2077 live up to the hype? Is it significantly deeper than Watch Dogs: Legion or Yakuza: Like a Dragon? Is it as good as Grand Theft Auto V? The answer to all of these questions is no.”

„Wird Cyberpunk 2077 dem Hype gerecht? Ist es erheblich tiefgründiger als Watch Dogs: Legion oder Yakuza: Like a Dragon? Ist es so gut wie Grand Theft Auto V? Die Antwort auf alle diese Fragen ist nein.“

David Dawkins kommentierte für Forbes: „Das Spiel schaffte es nicht, dem Hype gerecht zu werden“ („The Game Failed To Live Up To Its Hype“).
In der Online-Ausgabe der Süddeutschen Zeitung wird das Spiel als „eine Zukunft von gestern“ bezeichnet. Ähnliches schreibt die Computerspielewebsite Polygon.

„Während die ‚Climate Fiction‘ der vergangenen Jahre das Problem der Klimakatastrophe in die Zukunft fortspinnt, verkaufen die Macher von ‚Cyberpunk 2077‘ nur die Nostalgie nach einer Vision aus der Nachkriegszeit.“

GameSpot berichtet, dass technische Probleme, von Grafikfehlern bis zu Totalabstürzen, so allgegenwärtig sind, dass es unmöglich ist, diese zu ignorieren.
Laut PC Games melden Spieler auf der PlayStation 4 und Xbox One zudem gravierende technische Probleme. Das Onlinemagazin 4Players spricht sogar eine Kaufwarnung für die „alten“ Konsolen aus und vergibt 39 %, während das Spiel auf Xbox One X und PlayStation 4 Pro mit 85 % bewertet wird. Die PC-Fassung kommt mit 90 % am besten weg. Das französische Portal JeuxVideo kommt zu einem ähnlichen Schluss und bewertet Cyberpunk für PS4 und Xbox One mit lediglich 7 von 20 Punkten, während die PC-Fassung mit 17 Punkten glänzen kann. GamePro wertete das Spiel aufgrund der Xbox-One- und PS4-Version von 88 auf 68 Punkte ab und vergab anschließend für die Konsolenfassungen auf Xbox Series X und PS5 eine Aufwertung auf 83 von 100 Punkten. Auch IGN rät im Test der Konsolenversion davon ab, das Spiel auf PlayStation 4 oder Xbox One zu spielen, da dies „eine schockierend schlechte Art sei, das auf besserer Hardware fantastische RPG zu erfahren.“

“A beautiful cityscape with a staggering amount of choice (and a few too many bugs).”

„Eine wunderschöne Stadtlandschaft mit einer atemberaubenden Zahl von Auswahlmöglichkeiten (und ein paar zu vielen Bugs).“

Die Computerspielewebsite Buffed kommentiert, dass das Spiel „auch ohne Bugs nicht super wäre“. Das Problem der künstlichen Intelligenz der NPCs wird als „Fass ohne Boden“ bezeichnet.

### Auszeichnungen
- FITC Awards 2013 in der Kategorie „Beste Animation“[119]
- Machinima Inside Gaming Awards 2013 in der Kategorie „Bester Trailer“[120]
- Golden Trailer Awards 2013 in der Kategorie „Bester Trailer“[121]
- Game Critics Awards 2018 in den Kategorien „Spezialpreis für Grafik“ und „Spezialpreis für Innovation“[122]
- E3 2018 in den Kategorien[123][124]
  - „Bestes Spiel“
  - „Bestes Xbox-One-Spiel“
  - „Bestes PC-Spiel“
  - „Bestes Rollenspiel“
- IGN „Best of E3 2018“ in der Kategorie „People’s Choice“[125]
- Game Informer: „Best of E3 2018“ in den Kategorien „Bestes Rollenspiel“ und „Game of the Show“[126]
- PC Gamer: „Best of E3 2018“[127]
- GamesRadar+: „Best of E3 2018“ in der Kategorie „Game of the Show“[128]
- Game Critics Awards 2019 in der Kategorie „Spezialpreis für Grafik“[129]
- Gamescom Award 2020 in den Kategorien[130]
  - „Bestes Sony-PlayStation-Spiel“
  - „Bestes PC-Spiel“
  - „Bestes Rollenspiel“
  - „Best of gamescom“
  - „gamescom ‚Most Wanted‘“
- The Game Awards 2023 in der Kategorie „Best Ongoing Game“[131]